# بدیاس
بدیاس (به عربی: بدياس) یک منطقهٔ مسکونی در لبنان است که در شهرستان صور واقع شده‌است.
 بدیاس   ۱۹۰ متر بالاتر از سطح دریا واقع شده‌است.